# Fajmut
Fajmut je priimek v Sloveniji, ki ga je po podatkih Statističnega urada Republike Slovenije na dan 1. januarja 2010 uporabljalo 114 oseb in je med vsemi priimki po pogostosti uporabe uvrščen na 3.877. mesto.

## Znani nosilci priimka
- Andrej Fajmut (*1938), metalurg
- Manca Fajmut, namiznoteniška igralka
- Srečko Fajmut, nosilec spominskega znaka Holmec
- Zdravko Fajmut, častnik, veteran vojne za Slovenijo